# Talkin' New York
Talkin’ New York - одна із двох авторських пісень із дебютного альбому Боба Ділана. В даній роботі описуються переживання молодого музиканта після прибуття в Нью-Йорк, його виступ у кафе в Гринвіч-Віллидж та його життя до отримання першого контракту. Ділан співає про труднощі, пов'язані із його незвичним звучанням, яке заважало йому на початку кар'єри ("ти граєш як селюк; нам тут потрібні фолк співаки (англ. You sound like a hillbilly; We want folk singers here).
Це перша із двох пісень, написаних безпосередньо Діланом для свого альбому, інша — Song to Woody. В цьому ранньому прикладі вже можна помітити багато особливостей Ділана, які пізніше стануть характерною рисою його творчості. Наприклад, рядок «У багатьох людей мало їжі на столі, але у них багато виделок та ножів, тому їм доводиться хоч щось різати» (англ. A lot of people don't have much food on their table/But they got a lot of forks n' knives/And they gotta cut somethin'.) багатьма вважається одним із перших проблисків поетичного таланту Ділана.